# Amphipyra obliquilimbata
Amphipyra obliquilimbata är en fjärilsart som beskrevs av Ludwig Carl Friedrich Graeser 1889. Amphipyra obliquilimbata ingår i släktet Amphipyra och familjen nattflyn. Inga underarter finns listade i Catalogue of Life.